# District judiciaire de Berja
Le district judiciaire de Berja (espagnol : partido judicial de Berja) est un des huit districts judiciaires qui composent la province d'Almería. Le district administratif de Berja est en deuxième position. Il englobe 45.149 habitants dans 8 communes, sur une superficie totale de 785 km² dont le siège est fixé à Berja.

## Communes
| - Adra - Alcolea - Bayárcal - Berja - Dalías - Fondón - Laújar de Andarax - Paterna del Río |

## Tribunaux
Le district judiciaire est composé de :
- 2 tribunaux de première instance
- 2 tribunaux d'instruction